# Argentyńskie odznaczenia

## Argentyna
| Baretka                                         | Nazwa polska                                            | Nazwa oryginalna                                       |
| Ordery państwowe tylko dla obcokrajowców        | Ordery państwowe tylko dla obcokrajowców                | Ordery państwowe tylko dla obcokrajowców               |
| ----------------------------------------------- | ------------------------------------------------------- | ------------------------------------------------------ |
|                                                 | Order Wyzwoliciela San Martina – Łańcuch                | Orden del Libertador San Martín – Collar               |
|                                                 | Order Wyzwoliciela San Martina – Krzyż Wielki           | Orden del Libertador San Martín – Gran Cruz            |
|                                                 | Order Wyzwoliciela San Martina – Wielki Oficer          | Orden del Libertador San Martín – Gran Oficial         |
|                                                 | Order Wyzwoliciela San Martina – Komandor               | Orden del Libertador San Martín – Comendador           |
|                                                 | Order Wyzwoliciela San Martina – Oficer                 | Orden del Libertador San Martín – Oficial              |
|                                                 | Order Wyzwoliciela San Martina – Kawaler                | Orden del Libertador San Martín – Caballero            |
|                                                 | Order Maja za Zasługi – Krzyż Wielki                    | Orden de Mayo Al Mérito – Gran Cruz                    |
|                                                 | Order Maja za Zasługi – Wielki Oficer                   | Orden de Mayo Al Mérito – Gran Oficial                 |
|                                                 | Order Maja za Zasługi – Komandor                        | Orden de Mayo Al Mérito – Comendador                   |
|                                                 | Order Maja za Zasługi – Oficer                          | Orden de Mayo Al Mérito – Oficial                      |
|                                                 | Order Maja za Zasługi – Kawaler                         | Orden de Mayo Al Mérito – Caballero                    |
|                                                 | Order Maja za Zasługi Lotnicze – Krzyż Wielki           | Orden de Mayo Al Mérito Aeronáutico – Gran Cruz        |
|                                                 | Order Maja za Zasługi Lotnicze – Wielki Oficer          | Orden de Mayo Al Mérito Aeronáutico – Gran Oficial     |
|                                                 | Order Maja za Zasługi Lotnicze – Komandor               | Orden de Mayo Al Mérito Aeronáutico – Comendador       |
|                                                 | Order Maja za Zasługi Lotnicze – Oficer                 | Orden de Mayo Al Mérito Aeronáutico – Oficial          |
|                                                 | Order Maja za Zasługi Lotnicze – Kawaler                | Orden de Mayo Al Mérito Aeronáutico – Caballero        |
|                                                 | Order Maja za Zasługi Wojskowe – Krzyż Wielki           | Orden de Mayo Al Mérito Militar – Gran Cruz            |
|                                                 | Order Maja za Zasługi Wojskowe – Wielki Oficer          | Orden de Mayo Al Mérito Militar – Gran Oficial         |
|                                                 | Order Maja za Zasługi Wojskowe – Komandor               | Orden de Mayo Al Mérito Militar – Comendador           |
|                                                 | Order Maja za Zasługi Wojskowe – Oficer                 | Orden de Mayo Al Mérito Militar – Oficial              |
|                                                 | Order Maja za Zasługi Wojskowe – Kawaler                | Orden de Mayo Al Mérito Militar – Caballero            |
|                                                 | Order Maja za Zasługi Morskie – Krzyż Wielki            | Orden de Mayo Al Mérito Naval – Gran Cruz              |
|                                                 | Order Maja za Zasługi Morskie – Wielki Oficer           | Orden de Mayo Al Mérito Naval – Gran Oficial           |
|                                                 | Order Maja za Zasługi Morskie – Komandor                | Orden de Mayo Al Mérito Naval – Comendador             |
|                                                 | Order Maja za Zasługi Morskie – Oficer                  | Orden de Mayo Al Mérito Naval – Oficial                |
|                                                 | Order Maja za Zasługi Morskie – Kawaler                 | Orden de Mayo Al Mérito Naval – Caballero              |
| Odznaczenia wojskowe od Ludu Argentyńskiego     |                                                         |                                                        |
| w przygot.                                      | Krzyż „Lud Argentyński za Bohaterską Waleczność w Boju” | Cruz "El Pueblo Argentino al Heroico Valor en Combate" |
| w przygot.                                      | Medal „Lud Argentyński za Waleczność w Boju”            | Medalla "El Pueblo Argentino al Valor en Combate"      |
| w przygot.                                      | Medal „Lud Argentyński za Śmierć w Boju”                | Medalla "El Pueblo Argentino al Muerto en Combate"     |
| w przygot.                                      | Medal „Lud Argentyński za Rany w Boju”                  | Medalla "El Pueblo Argentino al Herido en Combate"     |
| Odznaczenia wojskowe od Kongresu Narodowego     |                                                         |                                                        |
| w przygot.                                      | Medal „Kombatanci”                                      | Medalla "A los Combatientes"                           |
| Odznaczenia wojskowe od marynarki wojennej      |                                                         |                                                        |
| w przygot.                                      | Medal „Uznanie za Zasługi”                              | Medalla "Reconocimiento al Mérito"                     |
| w przygot.                                      | Medal „Honor Waleczności w Boju”                        | Medalla "Honor al Valor en Combate"                    |
|                                                 | Medal „Wysiłek i Wyrzeczenie”                           | Medalla "Al Esfuerzo y Abnegación"                     |
| Odznaki wojskowe od marynarki wojennej          |                                                         |                                                        |
| w przygot.                                      | Medal „Ranny w Boju”                                    | Medalla "Herido en Combate"                            |
| w przygot.                                      | Medal „Operacje Bojowe”                                 | Medalla "Operaciones de Combate"                       |
| Medale wojskowe pamiątkowe kampanii z XIX wieku |                                                         |                                                        |
|                                                 | Medal Pamiątkowy Wojny Niepodległościowej (1810–1816)   | Medalla Conmemorativa de Guerra de la Independencia    |
|                                                 | Medal Pamiątkowy Wojny z Paragwajem (1864–1870)         | Medalla Conmemorativa de Guerra con el Paraguay        |
|                                                 | Medal Pamiątkowy Wojny z Brazylią (1825–1828)           | Medalla Conmemorativa de Guerra con el Brasil          |
|                                                 | Medal Pamiątkowy Ekspedycji na Pustynię (1878–1881)     | Medalla Conmemorativa de Expeditonarios de Desierto    |